# جون دين (سياسي)
جون دين هو سياسي أسترالي، ولد في 1842 في Cootehill ‏ في جمهورية أيرلندا، وتوفي في 1913 في تاونسفيل في أستراليا. انتخب عضو المجلس التشريعي لولاية كوينزلاند ‏.